# Т-23
Т-23 е експериментална съветска танкета за съпровождане на пехотата, разработвана в началото на 30-те години за замяна танкетата Т-17. Произведени са общо 5 екземпляра, но поради високата цена не е одобрена за серийно производство.

## История
В периода 1929 – 1930 г. е разработен нов проект за танкета, който е логично продължение на танкетата Т-17. Получава името Т-21 и е класифицирана като „малка разузнавателна танкета“. По външен вид много напомня Т-17. При разработването са използвани възли и детайли от Т-17 и Т-18. Екипажът е от 2 души, бронята е усилена на 13 mm. Двигателят е с мощност 20 к.с. Още на етап разглеждане на проекта танкетата не е одобрена, поради ниската разчетна скорост и характеристиките при преодоляване на препятствие.
В средата на 1930 г. по задание на щаба на РККА са разработени два нови проекта за танкети, които получават имената Т-22 и Т-23. И двата проекта са класифицирани като „Голяма танкета за съпровождане“. Разликите между двете машини са само в монтирания двигател и в разполагането на екипажа. На Т-22 е проектирано да бъде монтиран 4-цилиндров бензинов двигател, а на Т-23 двигател от прототипа Т-20. Екипажът в Т-22 е разположен един зад друг, а в Т-23 – един до друг. Въоръжението е една 7,62-mm картечница ДТ-29. Всеки от проектите притежавал своите предимства и недостатъци. За производство е одобрена танкетата Т-23, поради това, че е по-лесна и по-евтина за производство.
Първият образец на Т-23 е снабден с корпус от обикновено желязо и двигател от Т-18 (40 к.с.). За следващата модификация е използван двигател от прототипа Т-20. В хода на работата са направени много подобрения, които драстично променят произведените машини от първоначалния модел.
Въпреки качествената и бърза работа накрая се оказва, че танкетата превишава по заводска цена производството на танка Т-18. Именно поради тази причина танкетата не е одобрена за производство. Съветското ръководство решава да вземелиценз за производство на танкети от Великобритания. Закупени са 20 танкети Vickers Carden-Loyd Mk.VI и техническа документация за производството им. През август 1930 г. танкетата е показана пред ръководството на РККА, включително и началника на щаба на армията – маршал Тухачевски. С известни модификации новата танкета е приета на въоръжение под името Т-27.

## Модификации
- Т-21 -
- Т-22 -